# Glenn Coldenhoff

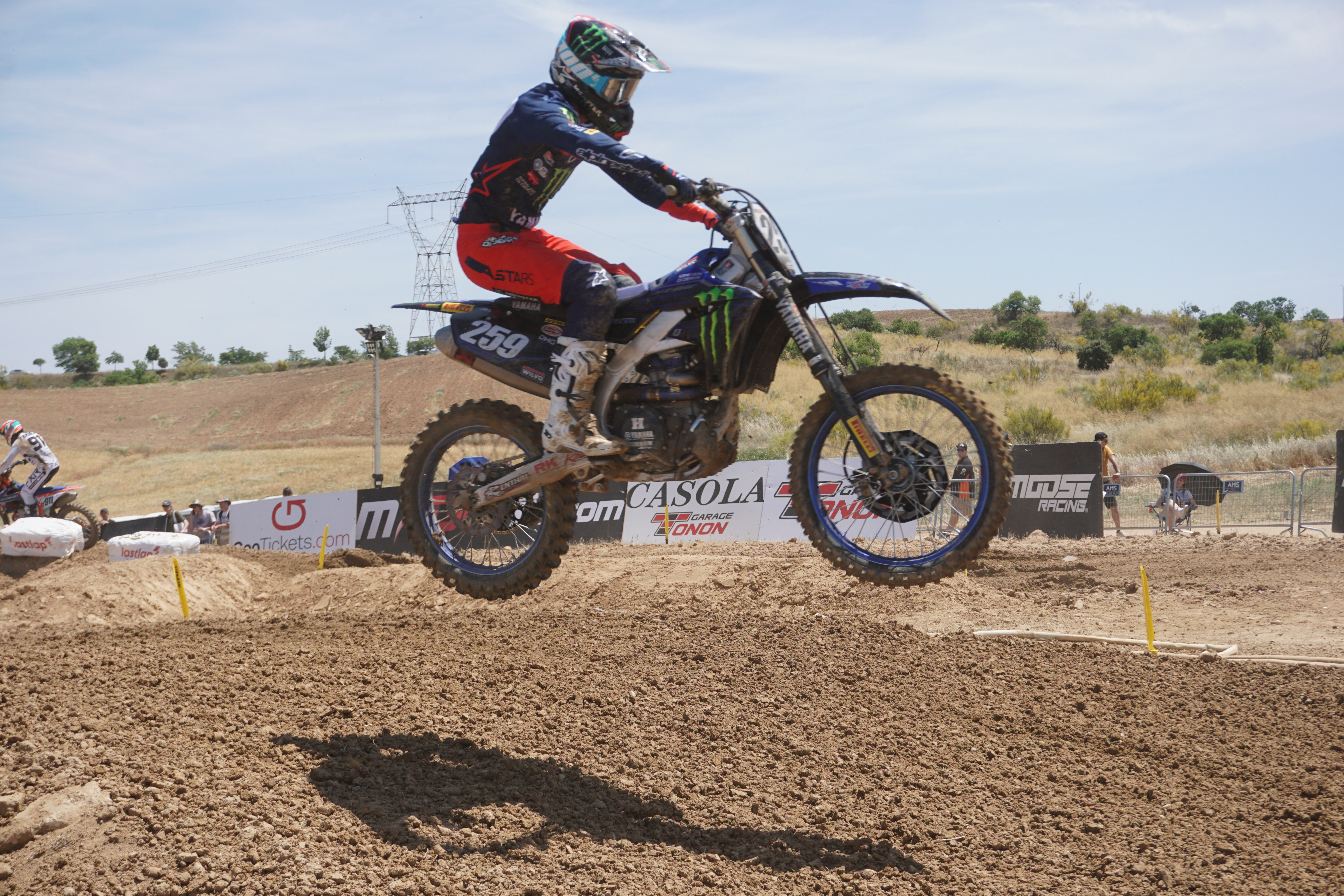
Glenn Coldenhoff in 2022

Glenn Coldenhoff (Heesch, 13 februari 1991) is een Nederlands motorcrosser.

## Carrière
Coldenhoff begon in 2001 professioneel te motorcrossen in de 85cc. In 2004, 2005 en 2006 wist hij in deze categorie de Nederlandse titel te behalen. In 2007 maakte hij de overstap naar de MX2-klasse, maar zijn seizoen viel in het water door een polsblessure. In 2008 maakte hij een gastoptreden in het wereldkampioenschap motorcross MX2. Hij wist zich te kwalificeren met zijn Suzuki, maar behaalde geen punten. De volgende twee seizoenen richtte Coldenhoff zich op het Europees kampioenschap MX2.
In 2011 maakte hij de definitieve overstap naar het WK, met Yamaha. Coldenhoff kwam regelmatig tot scoren, tot hij geblesseerd geraakte tijdens de Grand Prix van Zweden. Coldenhoff werd 21ste in de eindstand. In 2012 kreeg Coldenhoff een plaats in het team van Jacky Martens, waar hij met KTM ging rijden. Hij wist regelmatig te scoren, met af en toe een plaats in de top tien. Uiteindelijk werd hij negende in het eindklassement. In 2013 verhuisde Coldenhoff naar een ander Belgisch KTM-team, met succes. Hij stond tweemaal op het podium en wist zijn eerste Grand Prix uit zijn carrière te winnen, de GP van Groot-Brittannië. Coldenhoff werd knap vijfde in de eindstand. In 2014 schakelde Coldenhoff terug over naar Suzuki. Het seizoen begon goed, met drie podiumplaatsen en twee reeksoverwinningen. Dan geraakte Coldenhoff zwaar geblesseerd, waardoor hij het grootste deel van het seizoen moest missen. Hij werd nog dertiende in de eindstand. Hij nam nog wel deel aan de Motorcross der Naties met de Nederlandse ploeg.
Sinds 2015 komt Coldenhoff uit in de MXGP-klasse. In zijn debuutseizoen won hij één Grand Prix (Letland) en stond hij nog eenmaal op het podium, wat goed was voor de achtste plaats in de eindstand. De seizoenen 2016, 2017 en 2018 sloot hij respectievelijk af als 7e, 10e en 7e in de eindstand. In 2019 behaalde hij week op week twee GP-zeges (Italië en Zweden), in Italië won hij beide manches. Hij werd derde in de eindstand. Ook won Coldenhoff met Jeffrey Herlings en Calvin Vlaanderen de Motorcross der Naties die in Assen gehouden werd.
Voor het seizoen 2019 werd hem door de KNMV de Hans de Beaufort-beker toegekend.
Op 9 augustus 2020 schreef Coldenhoff geschiedenis door GasGas de eerste MXGP grand-prix-overwinning te schenken in het Letse Ķegums.
Coldenhoff maakte de overstap naar het fabrieksteam van Yamaha voor het seizoen 2021.
In 2023 is Glen overgestapt naar Fantic Factory racing.

## WK motorcross
2011: 21e in MX2-klasse
2012: 09e in MX2-klasse
2013: 05e in MX2-klasse
2014: 13e in MX2-klasse
2015: 08e in MXGP-klasse
2016: 07e in MXGP-klasse
2017: 10e in MXGP-klasse
2018: 07e in MXGP-klasse
2019: 03e in MXGP-klasse
2020: 8e in MXGP-klasse
2021: 7e in MXGP-klasse
2022: 5e in MXGP-klasse
2023: 4e in MXGP-klasse
2024: 6e in MXGP-klasse
| 1           | 25-08-2013 | Groot-Brittannië | Matterley Basin | KTM    |
| MXGP-klasse |            |                  |                 |        |
| 2           | 12-07-2015 | Letland          | Ķegums          | Suzuki |
| 3           | 18-08-2019 | Italië           | Imola           | KTM    |
| 4           | 25-08-2019 | Zweden           | Uddevalla       | KTM    |
| 5           | 09-08-2020 | Letland          | Ķegums          | GasGas |
| 6           | 14-08-2022 | Finland          | Hyvinkää        | Yamaha |